# Sylviocarcinus pictus
Sylviocarcinus pictus är en kräftdjursart som först beskrevs av H. Milne Edwards 1853.  Sylviocarcinus pictus ingår i släktet Sylviocarcinus och familjen Trichodactylidae. IUCN kategoriserar arten globalt som livskraftig. Inga underarter finns listade i Catalogue of Life.